# Municipio de Miller (condado de Marion)
El municipio de Miller (en inglés: Miller Township) es un municipio ubicado en el condado de Marion en el estado estadounidense de Misuri. En el año 2010 tenía una población de 5997 habitantes y una densidad poblacional de 57,2 personas por km².

## Geografía
El municipio de Miller se encuentra ubicado en las coordenadas 39°44′12″N 91°26′51″O / 39.73667, -91.44750. Según la Oficina del Censo de los Estados Unidos, el municipio tiene una superficie total de 104.85 km², de la cual 102.14 km² corresponden a tierra firme y (2.58%) 2.71 km² es agua.

## Demografía
Según el censo de 2010, había 5997 personas residiendo en el municipio de Miller. La densidad de población era de 57,2 hab./km². De los 5997 habitantes, el municipio de Miller estaba compuesto por el 90.81% blancos, el 5.37% eran afroamericanos, el 0.18% eran amerindios, el 1.18% eran asiáticos, el 0.13% eran isleños del Pacífico, el 0.27% eran de otras razas y el 2.05% pertenecían a dos o más razas. Del total de la población el 1.13% eran hispanos o latinos de cualquier raza.